# Darrell Walker
Darrell Clifton Walker (Chicago, 9 marzo 1961) è un ex cestista e allenatore di pallacanestro statunitense, professionista nella NBA.

## Carriera
È stato selezionato dai New York Knicks al primo giro del Draft NBA 1983 (12ª scelta assoluta).

## Statistiche

### NBA

#### Regular Season
| Anno       | Squadra            | PG  | PT  | MP   | TC%  | 3P%  | TL%  | RP  | AP  | PRP | SP  | PP   |
| ---------- | ------------------ | --- | --- | ---- | ---- | ---- | ---- | --- | --- | --- | --- | ---- |
| 1983-1984  | N.Y. Knicks        | 82  | 0   | 16,1 | 41,7 | 26,7 | 79,1 | 2,0 | 3,5 | 1,5 | 0,2 | 7,9  |
| 1984-1985  | N.Y. Knicks        | 82  | 66  | 30,4 | 43,5 | 0,0  | 70,0 | 3,4 | 5,0 | 2,0 | 0,3 | 13,5 |
| 1985-1986  | N.Y. Knicks        | 81  | 35  | 25,0 | 43,0 | 0,0  | 68,6 | 2,7 | 4,2 | 1,8 | 0,4 | 10,3 |
| 1986-1987  | Denver Nuggets     | 81  | 25  | 24,9 | 48,2 | 0,0  | 74,5 | 4,0 | 3,5 | 1,5 | 0,5 | 12,2 |
| 1987-1988  | Washington Bullets | 52  | 0   | 18,1 | 39,2 | 0,0  | 78,1 | 2,4 | 1,9 | 1,2 | 0,2 | 6,0  |
| 1988-1989  | Washington Bullets | 79  | 78  | 32,5 | 42,0 | 0,0  | 77,2 | 6,4 | 6,3 | 2,0 | 0,3 | 9,0  |
| 1989-1990  | Washington Bullets | 81  | 81  | 35,6 | 45,4 | 9,5  | 68,7 | 8,8 | 8,0 | 1,7 | 0,4 | 9,5  |
| 1990-1991  | Washington Bullets | 71  | 65  | 32,5 | 43,0 | 0,0  | 60,4 | 7,0 | 6,5 | 1,1 | 0,5 | 7,8  |
| 1991-1992  | Detroit Pistons    | 74  | 4   | 20,8 | 42,3 | 0,0  | 61,9 | 3,2 | 2,8 | 0,9 | 0,2 | 5,2  |
| 1992-1993† | Detroit Pistons    | 9   | 2   | 16,0 | 15,8 | 0,0  | 33,3 | 2,1 | 2,0 | 1,1 | 0,0 | 0,9  |
| 1992-1993† | Chicago Bulls      | 28  | 0   | 13,1 | 40,3 | -    | 50,0 | 1,4 | 1,6 | 0,8 | 0,1 | 2,6  |
| Carriera   | Carriera           | 720 | 356 | 25,8 | 43,5 | 5,9  | 71,3 | 4,4 | 4,6 | 1,5 | 0,3 | 8,9  |

#### Playoffs
| Anno     | Squadra            | PG | PT | MP   | TC%  | 3P% | TL%  | RP  | AP  | PRP | SP  | PP   |
| -------- | ------------------ | -- | -- | ---- | ---- | --- | ---- | --- | --- | --- | --- | ---- |
| 1984     | N.Y. Knicks        | 12 | -  | 16,3 | 37,0 | -   | 60,9 | 2,9 | 1,7 | 2,0 | 0,2 | 6,8  |
| 1987     | Denver Nuggets     | 3  | 3  | 22,7 | 32,4 | -   | 57,1 | 3,3 | 1,7 | 0,7 | 0,0 | 8,7  |
| 1988     | Washington Bullets | 5  | 0  | 31,0 | 40,7 | 0,0 | 68,8 | 4,8 | 2,8 | 1,4 | 0,8 | 11,0 |
| 1992     | Detroit Pistons    | 5  | 0  | 13,6 | 33,3 | -   | 100  | 2,4 | 0,8 | 0,2 | 0,0 | 2,0  |
| 1993†    | Chicago Bulls      | 9  | 0  | 2,4  | 25,0 | -   | 66,7 | 0,1 | 0,6 | 0,0 | 0,0 | 0,4  |
| Carriera | Carriera           | 34 | 3  | 14,9 | 36,8 | 0,0 | 64,5 | 2,4 | 1,4 | 1,0 | 0,2 | 5,2  |

## Palmarès

### Giocatore
- NCAA AP All-America Second Team (1983)
- Campionato NBA: 1

Chicago Bulls: 1993
- NBA All-Rookie First Team (1984)